# Leadership
« Leader » redirige ici. Pour l’article homophone, voir Lieder.
Le leadership ou  primauté, est l'influence politique, psychologique, sociale, etc. d'un individu sur un groupe d'individus ou d'un groupe d'individus sur un autre groupe. Le leader a des compétences personnelles qui lui confèrent une différence et qui lui permettent d'être écouté et suivi par un groupe de personnes.

## Étymologie et champ conceptuel
Leadership vient de l'anglais leader, le meneur et non le chef, désigné par ses pairs, d'un parti politique en Grande-Bretagne, et du suffixe -ship. D'une manière générale, il peut être défini comme « la capacité d'un individu à influencer, à motiver, et à rendre les autres capables de contribuer à l'efficacité et au succès des organisations dont ils sont membres ». Il désigne les comportements que l'on peut reconnaître à celui qui assure la « fonction du leader ».
Le mot et le concept viennent de l'anglais leader (/liːdə/). Le mot est apparu au XIIIe siècle en Angleterre. L'origine du mot est beaucoup plus ancienne. Ils viennent du verbe anglais to lead, qui signifie mener.
En France, Alfred Binet l'emploie dès 1900, sans réserve et sans retenue, dans son ouvrage Suggestibilité (téléchargeable). « Leader »  est admis avec réticence par l'Académie française dans les 8e (1935) et 9e édition de son Dictionnaire (1990), sans aucune réserve par le TLFi et Le Petit Robert. Quant au mot « leadership », il ne figure pas dans le dictionnaire de l'Académie française.
Un équivalent possible en langue française serait meneur, mais les deux mots s'emploient différemment. La Commission générale de terminologie et de néologie recommande « chef de file ». Le rapport de 1990 sur les rectifications orthographiques voudrait pour sa part qu'on écrive le mot « leadeur ».
Concernant le sens du verbe, les détracteurs[Qui ?] notent que le mot est construit exactement de la même manière que l'allemand Führer, mot aujourd'hui marqué par son emploi par Adolf Hitler.
Dans Le Principe de Dilbert, Scott Adams suggère avec humour que leader ne viendrait pas du verbe to lead mais du nom lead, signifiant « plomb », et que l'origine du mot leader coïncidant avec la généralisation des armes à feu (avec des balles en plomb), le leader était celui que les autres ont envie de truffer de plomb chaud[réf. nécessaire]. Cette plaisanterie n'est valable que pour l'emploi du mot leader pour désigner un supérieur.
En espagnol, en portugais, et en polonais, le mot anglais leader a été transformé en « lider ».

## Typologies
Le leadership est susceptible de s'exprimer à tous les niveaux d'une organisation. Schématiquement, il est possible de présenter quatre grandes typologies du leadership selon deux critères : d'une part, le niveau d’impact du leadership sur la stratégie de l'organisation ; d'autre part, l'origine de la légitimité du leadership de celui ou celle qui l’incarne. Sur un même continuum on trouve aux extrémités, d'une part, une légitimité Intuitu personae, lorsque celle-ci émane de contributions personnelles exceptionnelles et/ou d’une forte personnalité (leadership charismatique) ; d'autre part, une légitimité collective, lorsque l'influence est essentiellement le fruit des échanges et interactions les membres du collectif (leadership relationnel).
- Le leadership « entrepreneurial » tire sa légitimité de la capacité du dirigeant à imaginer et à mettre en œuvre des projets créateurs de valeur tout en étant disposé à prendre des risques, notamment sur ses biens personnels. Le niveau élevé d’engagement et d’énergie  du dirigeant influence donc très fortement la culture de l’entreprise et les préférences managériales qui en découlent.
- Le leadership de « dirigeance » fait référence aux travaux de Frank Bournois et de ses collègues sur l’ensemble des difficultés rencontrées par l’équipe dirigeante d’une entreprise dont aucun des membres ne détient une part significative du capital. Ce leadership est caractérisé par la capacité de ces membres à élaborer une vision à long terme de l’activité, à traduire cette vision en stratégie et à convaincre les actionnaires et de tout ou partie du corps social du bien-fondé de cette stratégie. Une part significative de la légitimité du leadership provient de la pertinence et de la cohérence des décisions des acteurs de la dirigeance.
- Le leadership « managérial » tire sa légitimité du comportement du manager et de la façon dont sont interprétées et appliquées les directives et les priorités dans le travail. Cette légitimité sera d’autant plus grande que la confiance et le respect caractérisent les relations entre les différents acteurs concernés par l’action managériale.
- Le leadership « d’expertise » tire sa légitimité d’un niveau de connaissances particulier d’une personne responsable ou non d’une équipe de collaborateurs. Cette légitimité peut être une reconnaissance interne (ex : le plus doué d’entre nous) ou une reconnaissance externe (ex : un ingénieur primé par la profession).

### Capacité de communiquer et rhétorique
Les études de rhétorique ont développé un modèle de leadership fondé sur les techniques d'argumentation (dans les travaux de l'Américain Robert Hariman et du franco-sudafricain Philippe-Joseph Salazar).

### Théorie du cercle d'or
L'origine de l'acceptation, de l'adhésioni d'un sujet à une idée, une croyance, un concept, serait d'origine biologique[réf. souhaitée]
Comment certaines personnes arrivent à nous faire adhérer à leurs idées, doctrines, produits, etc. alors que d'autres ne nous donnent pas les moyens, l'envie de les suivre ?
Une coupe transversale du cerveau humain laisserait entrevoir trois cercles concentriques. Le néocortex, zone cérébrale  responsable du traitement de l'information de manière rationnelle, analytique, de nos pensées et de notre langage, le cerveau limbique, lieu de traitement des émotions et sentiments, aussi responsable du comportement humain, et de la prise de décision.
Quand une personne veut convaincre, du point de vue biologique, une activation du cerveau émotionnel (limbique) est nécessaire lors de la communication. Lorsque nous communiquons de l'extérieur vers l’intérieur c'est notre néocortex qui capable de comprendre une immensité d’explications complexes, comme des procédures, des calculs, des statistiques, des produits etc. mais selon Simon Sinek cela ne conduit pas nos comportement. Il est donc nécessaire d'activer le cerveau émotionnel afin d'essayer de faire naitre en nous une croyance - dans le cas où nous adhérions à cette croyance évidemment - qui nous fasse croire en ce que le leader croit.
Le néocortex représente le « Quoi » et le « Comment » ce qui ne nous mène à comprendre ce qu’un vrai leader peut communiquer.
Le cerveau limbique lui représente le « Pourquoi » ce qui mène à nos comportements et prises de décisions.

## Théories

### La théorie des traits
La recherche des qualités, ou des traits, qui caractérisent un leader, date de l’antiquité. Les écrits philosophiques, de La République de Platon, aux Vies parallèles des hommes illustres de Plutarque, ont exploré la question : 

« Quelles qualités distinguent un individu en tant que leader ? »

Cette question a pour origine la reconnaissance de l'importance du leadership, et la supposition que le leadership est ancré dans les caractéristiques que certains individus possèdent. L'idée, que le leadership serait fondé sur des attributs individuels est connu comme « la théorie des traits ».
Au XIXe siècle, de nombreux travaux, en particulier ceux de Thomas Carlyle et Francis Galton, traitèrent en profondeur cette théorie. Dans Les Héros, le culte des héros et l’héroïque dans l'histoire, Carlyle identifie le talent, les compétences, et les caractéristiques physiques des hommes de pouvoir. Dans Le Génie héréditaire, Galton examine la transmission des qualités de leader dans les familles d'hommes de pouvoir et conclut que leadership est héréditaire. Autrement dit, que le leadership est inné, pas acquis.
Cette vision du leadership domina le début du XXe siècle. De nombreuses recherches furent menées, avec pour objectif d'identifier l'ensemble des traits caractérisant un leader. Mais l'hétérogénéité des résultats obtenus empêcha d'établir une liste unique des qualités, de hiérarchiser l'importance de ces qualités et d'identifier les liens qu'elles possèdent entre elles. Ces défauts firent que la théorie des traits perdit en popularité à la fin des années 1940, au profit de la théorie du leadership situationnel.
Mais, au début des années 2000, la théorie revint à la mode, grâce au modèle des Big Five. La simplicité et la cohérence de cet outil permirent de traiter beaucoup des critiques faites précédemment à la théorie des traits.
Les recherches montrèrent que l'émergence du leadership est facilitée par la présence de forts niveaux d'ouverture, de conscience et d'extraversion ainsi que d'un faible niveau de névrosisme.

### Max Weber
Une infime partie de l'œuvre de Max Weber dans son étude sur les rapports entre l'éthique protestante (particulièrement le puritanisme postcalviniste et son affirmation que la réussite matérielle individuelle est un signe de prédestination et de la grâce divine) et l'esprit du capitalisme qui s'est développé et épanoui à partir de l'Europe du Nord, entre les XVIIe et XIXe siècles. Pour compléter son tableau des catégories déterminant et expliquant les phénomènes sociaux, Weber élabore, à côté des types idéaux d'organisation, des modèles conceptuels des activités sociales, et des éthiques et de domination.
D'après Max Weber, il existe trois types de dominations : 
- La domination traditionnelle : le pouvoir est légitimé par le fait que ce sont les coutumes établies et acceptées, la tradition, qui désignent les personnes en position de domination.
- La domination légale : le pouvoir en place est légitimé par la force de la loi, la réglementation rationnellement établie.
- La domination charismatique : le pouvoir tient sa légitimité du rayonnement émanant de la personne elle-même, de l'allégeance et du dévouement qu'elle suscite grâce à sa valeur, ses dons, ses qualités exceptionnelles.

### La théorie comportementale
Selon cette théorie, le leadership découlerait d'un ensemble de comportements.
En 1945, la faculté de l'état de l'Ohio mena une étude  afin d'identifier les comportements dont font preuve les leaders. Ils classèrent ensuite ces comportements en 2 grandes familles :
- Structurants (comportements orientés vers les tâches) : Communiquer avec son groupe, définir des objectifs, déterminer comment les tâches doivent être réalisés
- Considérants (comportements orientés vers les hommes): Bâtir une relation avec les membres de son groupe, encourager, écouter, entraînerLa grille manageriale

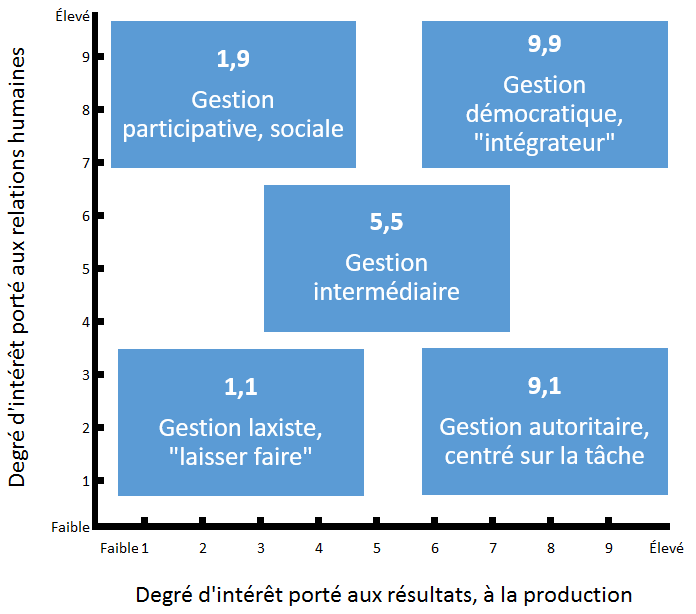
La grille manageriale

Puis, dans les années 1950, la faculté de l'état du Michigan, mena des recherches afin d'approfondir cette théorie. Bien que les chercheurs trouvèrent des résultats similaires à ceux de l'université  de l'Ohio, ils découvrirent aussi un autre type de comportement : ceux de "participation". Ces comportements invitent les membres du groupe à participer à la prise de décision et à donner leur avis. Ils constituent la base du leadership servant
Enfin, la grille managériale s'appuie elle aussi sur la théorie comportementale. Les chercheurs Blake et Mouton développèrent ce modèle en 1964 et proposent 5 styles différents de leadership, en fonction des préoccupations du leader envers les individus de son groupe et l'atteinte des objectifs.

### Les théories X et Y de Douglas McGregor
Douglas McGregor a défini deux types d'approches du leadership qui reposent sur des hypothèses fondamentales et de postulats implicites, qu'il nomme respectivement la théorie X et la théorie Y.
- Le gestionnaire décrit par la théorie X a un style de leadership autocratique parce qu’il considère ses subordonnés fondamentalement comme passifs, ayant besoin d'être encouragés et récompensés pour effectuer leur travail. Il en résulte que l’autorité est centralisée et que la communication tend à être à sens unique (descendante).
- Le gestionnaire décrit par la théorie Y recourt à une méthode démocratique parce ses postulats implicites sont que les employés peuvent s'auto-diriger. Il adopte un style de leadership démocratique, cherchant à développer la motivation de ses employés. La communication est plus horizontale[15].

### La théorie des quatre systèmes de Rensis Likert
Dans les années 1960, Rensis Likert développe l'idée que le leadership peut se décrire sous forme de quatre systèmes élémentaires sur un continuum.
- Le système 1 : se fonde sur l'exploitation et autoritarisme ; le leader adopte un style autocratique ou dictatorial. Ce type de gestionnaire a peu confiance en ses subordonnés et ne leur permet pas de prendre part au processus décisionnel. Il a recours à l'intimidation, à des récompenses et à des punitions pour les amener à faire leur travail. La communication est à sens unique vertical.
- Le système 2 : allie la bienveillance et l'autoritarisme ; le leader agit ici de manière paternaliste. Ce type de gestionnaire donne des ordres et prend toutes les décisions, mais il permet toutefois à ses subordonnés, dans une certaine mesure, d'exprimer leur opinion au sujet des ordres. Les subordonnés peuvent en outre déterminer eux-mêmes la manière d'exécuter leur travail à condition qu'ils respectent certaines directives et marches à suivre.
- Le système 3 : repose sur la consultation, le leader faisant confiance à ses subordonnés. Ce gestionnaire établit des objectifs et oriente le travail de membres de son équipe après les avoir consultés. Ceux-ci peuvent exécuter leurs tâches comme ils l'entendent. Le leader les assiste et les encourage à lui soumettre différentes questions. En général, il préfère récompenser que punir.
- Le système 4 : met l'accent sur la participation, et c'est celui que favorise Likert. Le gestionnaire et ses subordonnés prennent les décisions ensemble, car il règne entre eux une confiance absolue. La communication se fait dans toutes les directions. Il y a délégation de l'autorité et par conséquent, les décisions se prennent à tous les échelons.

### La théorie du continuum des styles de leadership de Tannenbaum et W.H. Schmidt
La théorie du continuum était originellement créée en 1958 par le théoricien, Robert Tannenbaum. Cette théorie était ensuite modifiée par Warren H. Schmidt en 1973. La théorie du continuum pose des éléments qui influencent le style de leadership d’un gestionnaire dans une situation de management. 
Selon Tannenbaum et Schmidt il y a trois caractéristiques qui influencent le style de leadership: les caractéristiques du gestionnaire, les caractéristiques des subordonnés et la situation du cas.
Lorsque le gestionnaire étudie les tendances de son entreprise, il doit l'étudier à long terme afin d'évaluer les forces et faiblesses pour agir en conséquence. Il est donc crucial que chaque gestionnaire se fixe des objectifs et reconnaisse sur quels points du continuum il faudra agir. Certains des objectifs pour la plupart des gestionnaires sont : 
- augmenter le niveau de motivation des employés ;
- améliorer la qualité des décisions gestionnaires ;
- développer le travail d'équipe et la prise de décisions ;
- promouvoir le développement individuel de chaque employé.

### La théorie du leadership situationnel
Cette théorie apparut en contestation à la théorie des traits. Certains sociologues critiquèrent la théorie du grand homme de Carlyle et avancèrent que l'histoire est plus que l'intervention de certains individus particulièrement doués. Selon, Herbert Spencer et Karl Marx, l'époque produit le leader et non le contraire. D'après cette théorie, certaines situations nécessitent certaines caractéristiques, et, par conséquent, il n'existe pas de "profil type" de leader.
Certains chercheurs essayèrent de synthétiser l'approche des traits avec l'approche situationnelle. En s'appuyant sur les travaux de Kurt Lewin,  ils définirent 3 styles de leadership et identifièrent les situations dans lesquels ils fonctionnent le mieux. Par exemple, le leadership autoritaire est adapté aux périodes de crise mais inadapté pour susciter de l'engagement des membres du groupe dans les situations stables. Le leadership démocratique convient aux situations qui demande la création d'un consensus. Enfin, le leadership "laissez faire" est apprécié en raison de la liberté qu'il confère aux membres du groupe, mais comme le leader prend peu de responsabilités il peut être vu comme faible en période difficile.
Quatre modèles de leadership situationnel sont apparues plus récemment : le modèle de la contingence de Fiedler, le modèle de décision Vroom-Yetton, le modèle du chemin-objectif, et le modèle Hersey-Blanchard.

#### Le modèle de la contingence de Fiedler
Fred E. Fiedler dégage un modèle d'efficacité du leadership décrit comme le modèle de contingence (en) , qui identifie trois variables importantes :
1. La plus importante selon Fiedler : Les relations entre le leader et ses subordonnés est le degré de confiance et de respect du personnel envers son leader et sa disposition à suivre ses conseils.
2. La structure des tâches fait référence à l’employé, à la clarté (structure élevée) ou à l’ambiguïté (structure faible) des procédures à suivre. Le patron va avantager l’employé qui est standardisé (structure élevé).
3. Le pouvoir du poste du leader est le degré de pouvoir légitime, de récompense et de coercition dont dispose le leader par rapport à ses subordonnés.

Le leader qui a un pouvoir étendue va prendre une décision et va donner des directives qui devront être accomplies (par exemple lorsqu’un employé n’a pas atteint son objectif, le supérieur aura un pouvoir étendu car la gestion utilisé sera axée sur les tâches plutôt que vers les relations). Au contraire, le leader ne peut intervenir et ne peut donner des directives si ses subordonnés ne veulent pas effectuer les tâches (Par exemple, si l’employé a atteint et a accompli ses tâches, le pouvoir du leader sera moins étendu car il sera axé sur les relations plutôt que les tâches).

#### Le modèle de décision Vroom Yetton
Victor Vroom, en collaboration avec Philipp Yetton, et plus tard Arthur Jaggo, développèrent une taxinomie pour décrire les situations de leadership, qui fut utilisé dans un modèle de décision normatif où les styles de leadership furent connectés aux situations, montrant ainsi quelle approche était plus adaptée à quelle situation. L'originalité de ce modèle est que le leader peut adapter son approche décisionnelle à chacune des décisions qu'il doit prendre.

#### Le modèle de l'objectif-trajectoire.
Ce modèle fut développé par Robert House et s'appuie sur la théorie des attentes de Vroom.  Elle identifie quatre comportements : orientés vers l'objectif, directif, participatif et de support, qui doivent être appliqués en fonction de l'environnement et des caractéristiques des membres du groupe. Contrairement au modèle de la contingence de Fiedler, ce modèle stipule que les quatre comportements sont fluides et que le leaders peuvent adopter chacun d'entre eux en fonction des besoins de la situation.

#### Le modèle de Hersey et Blanchard
Paul Hersey et Kenneth Blanchard proposent un modèle de leadership situationnel prenant en compte le concept de maturité des subordonnés. Selon ces deux théoriciens, la maturité se divise en deux catégories distinctes, soit la connaissance ainsi que la motivation. Ce concept se fonde principalement sur l'influence de la variation du degré de maturité des employés sur les différents styles de leadership; M1, M2, M3 et M4.
- M1 représente le niveau le plus faible de maturité chez les employés. Il combine un faible taux de connaissances ainsi qu’un faible taux de motivation.
- M2 représente le niveau faible-moyen de maturité chez les employés. Il combine un faible taux de connaissances ainsi qu’un taux élevé de motivation.
- M3 représente le niveau moyen de maturité chez les employés. Il combine un taux élevé de connaissances ainsi qu’un faible taux de motivation.
- M4 représente le niveau élevé de maturité chez les employés. Il combine un taux élevé de connaissances ainsi qu’un taux élevé de motivation.

### La théorie du leadership transformationnel
Le dirigeant qui privilégie le leadership transformationnel va apporter une nouvelle façon de regarder l'organisation, plus précisément une vision de ce qu'elle pourrait et devrait être. Il se concentre sur l'avenir de l'entreprise et les changements nécessaires pour améliorer celle-ci. Les employés travaillant sous ce style de leadership vont se consacrer à l'atteinte de cette nouvelle vision. De plus, ils auront tendance à se concentrer davantage sur leurs tâches plutôt que sur leurs intérêts personnels.
Selon Warren Bennis et Burt Nanus, les auteurs de Leaders: The Strategies for Taking Charges, il y a quatre qualités principales qu'on retrouve chez un leader transformationnel.
- Élaborer une vision séduisante : Le dirigeant a une vision unique de l'avenir de l'organisation qui encourage les subordonnés à travailler davantage pour réaliser cette vision.
- Faire partager sa vision aux autres : D'excellentes aptitudes en communication et le pouvoir de rallier les employés à sa cause distinguent le leader transformationnel des autres dirigeants.
- Susciter la confiance : La confiance est un élément important dans la relation d'un dirigeant avec ses subordonnées. En se montrant fiable, le dirigeant aide à entretenir une relation honnête entre lui et ses employés.
- Se réaliser en ayant confiance en soi : Le dirigeant connaît bien ses aptitudes et points forts, mais a une aussi bonne compréhension de ses faiblesses et de ce qu'il doit faire pour continuellement  s'améliorer[23].

## Applications

### Leadership militaire
Selon les Forces Armées Canadiennes, le leadership se définit comme étant « l'art d'influencer le comportement humain de la manière voulue par le chef » ou comme « l’art d’influencer directement ou indirectement d’autres personnes, au moyen de pouvoirs officiels ou de qualités personnelles, afin qu’elles agissent conformément à notre intention ou à un objectif commun ». Elles privilégient une forme transformationnelle du leadership.